# آئروکاردال
آئروکاردال (به انگلیسی: Aerocardal) یک شرکت هواپیمایی است که در تاریخ ۱۹۹۱ میلادی تأسیس شده است. دفتر مرکزی آئروکاردال در سانتیاگو، شیلی واقع شده‌است و قطب این شرکت هواپیمایی در فرودگاه بین‌المللی کومودورو ارتورو مرینو بنیتز قرار دارد.